# Automatic Packet Reporting System

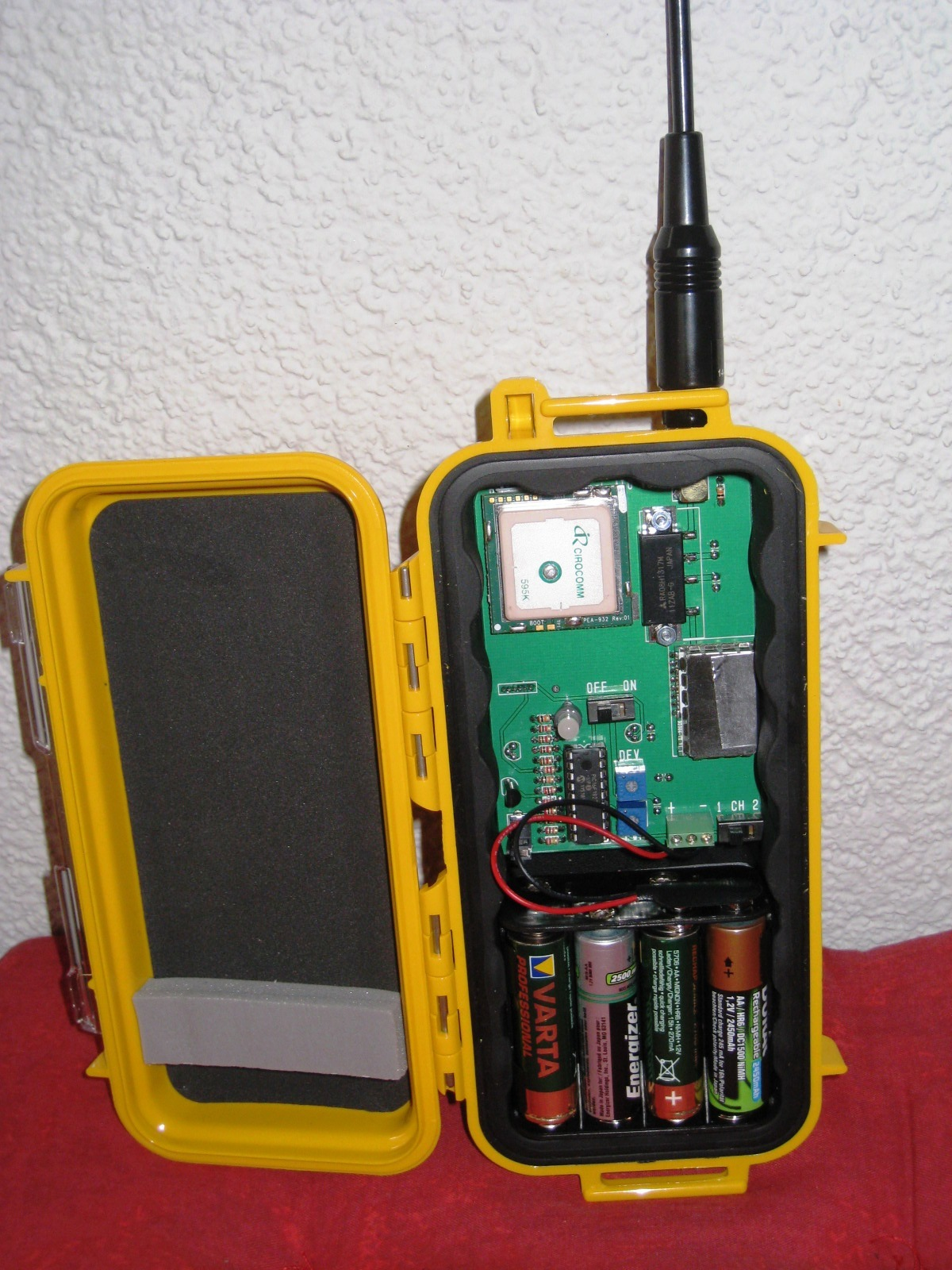
Balise APRS portable

APRS pour Automatic Packet Reporting System (système transmission automatique par paquets) est un système de radiocommunication numérique utilisé par les radioamateurs, qui permet le partage  entre stations d'informations d'intérêt local. L'utilisation la plus connue d'APRS est la transmission de la position géographique des stations ou d'autres éléments liés à l'activité des radioamateurs. APRS est fondé sur le même protocole que le packet radio, AX.25, la version amateur de X.25.
On donne souvent une traduction différente du sigle APRS (fausse pour les concepteurs du système) : Automatic Position Reporting System, soit système de suivi automatique des positions.

## Description
Le système APRS a été introduit par Bob Bruninga, WB4APR, lors de la TAPR/ARRL Digital Communication Conference de 1992.
Fondamentalement, l'APRS est un protocole de communication packet pour diffuser des données en direct vers tous les utilisateurs du réseau, et cela en temps réel. Sa caractéristique principale est la combinaison du packet radio avec le réseau satellite Global Positioning System (GPS), permettant aux radioamateurs de visualiser automatiquement les positions des stations radio et de divers objets sur des cartes apparaissant sur le PC. D'autres possibilités qui ne sont pas directement reliées au suivi automatique des positions sont également disponibles tels que les reports météo, la recherche de balise et les messages.
L'APRS est différent du packet commun sur plusieurs aspects :
- Il permet la visualisation de cartes et d'autres données pour la localisation des véhicules et des personnes et les reports météo en temps réel.
- Il accomplit immédiatement la mise à jour des utilisateurs grâce à une seule trame packet.
- Il utilise un répéteur générique, avec des indicatifs identiques pour permettre une standardisation au niveau mondial, si bien qu'il n'est pas nécessaire de connaître la classification du réseau.
- Il permet une répétition intelligente avec substitution des indicatifs pour réduire l'encombrement du réseau.
- En utilisant les trames Unproto AX.25, il supporte les transmissions bilatérales des messages, la distribution des bulletins et des annonces, conduisant à l'acheminement rapide des informations sous forme de texte.
- Il supporte les communications avec les émetteurs Kenwood TH-D7 et TM-D700, Yaesu VX8-G, appareils incorporant un TNC et un microprogramme APRS.

Le packet radio conventionnel est seulement utile pour l'envoi de message volumineux d'un point à un autre, et est traditionnellement difficile à appliquer aux évènements en temps réel où les informations ont une courte durée de vie. L'APRS transforme le packet radio en un système de visualisation et de communication tactique en temps réel pour les urgences et le service d'intérêt général.
L'APRS permet la liaison universelle de toutes les stations, mais évite la complexité, l'encombrement et les limites d'un réseau nécessitant des connexions. Il permet à un grand nombre de stations d'échanger des données tels que des personnes le feraient dans une réunion. Toute station ayant une information à apporter l'envoie simplement, et tous les utilisateurs la recevront.
L'APRS permet lors d'évènements spéciaux ou d'urgence la localisation en temps réel des principaux intervenants. Où est le leader du marathon ? Où sont les véhicules de secours ? Quel temps fait-il en différents lieux de la région ? Où sont tombées les lignes électriques ? Où est la tête du défilé ? Où est le véhicule avec la caméra ATV ? Où est l'orage ? Où est l'hôpital le plus proche ?
Pour répondre à ces questions, l'APRS apporte un suivi automatique et complet des positions et statuts des véhicules. Il peut être utilisé avec n'importe quel système radio bilatéral incluant les radioamateurs, les bandes marine, et les téléphones portables. Il y a même un réseau international de localisation APRS en direct sur Internet.
La modulation est celle d'un modem Bell 202, 1200 bits par seconde en AFSK.

## Exemples d'utilisation
L'APRS est utilisé par le réseau Open Glider Network et met à disposition la position de différents aéronefs (planeurs notamment) via, par exemple, les dispositifs anticollision tels que les FLARM.

## Fréquences
- Europe : 144.800 MHz

- États-Unis : 144.390 MHz

- Australie: 145.175 MHz

- Asie (Thaïlande, Myanmar, Pakistan, Inde, Cambodge, Vietnam, Laos, etc.) : 145.525 MHz